# 沈钧儒
沈钧儒（1875年1月2日—1963年6月11日），字秉甫，号衡山，浙江嘉兴人，生於江苏苏州。晚清进士，中国社会活动家、政治家、律师、教育家。中华人民共和国法官及政治人物，原副国级领导人。

## 生平

### 民国时期

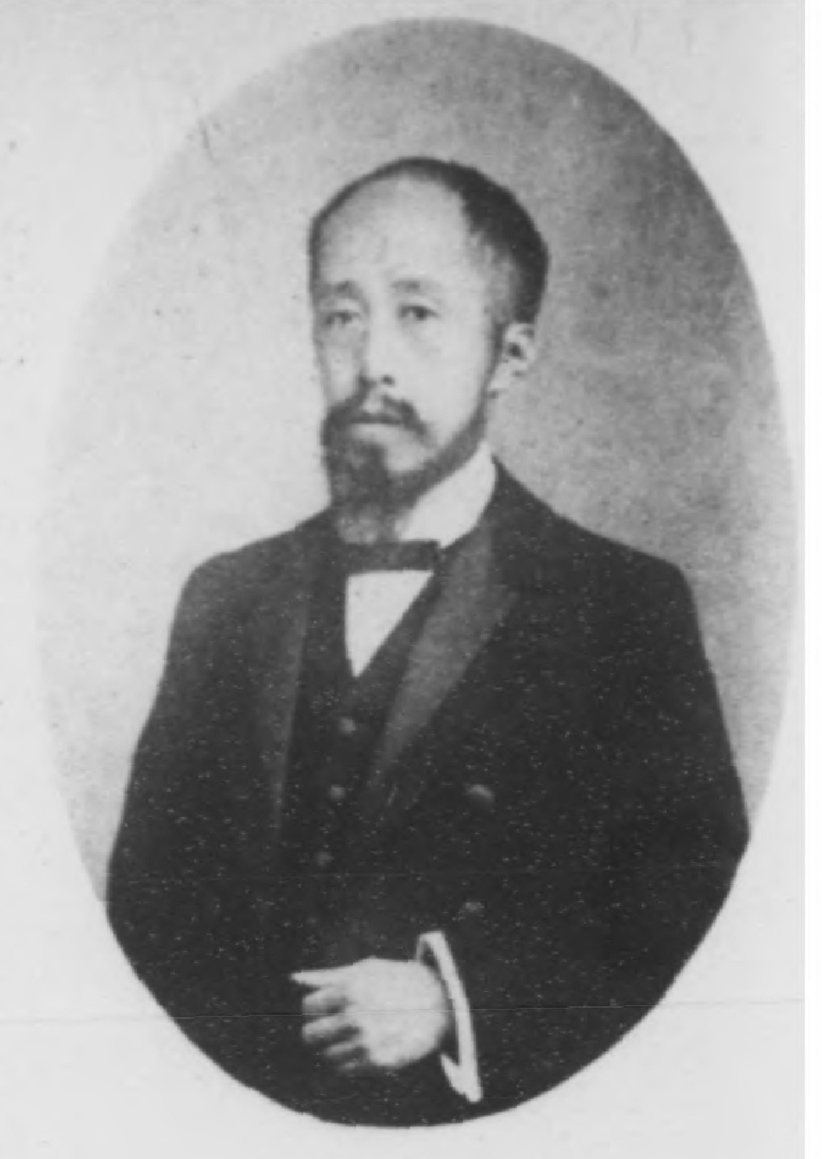
1919年的沈钧儒

沈钧儒於1875年1月2日（清同治13年11月25日）出生于蘇州，祖父沈玮宝，苏州知府。父沈翰，叔父沈卫，光绪二十年进士。沈钧儒于1904年（光绪30年）考中末科进士。次年，留学日本法政大学。1907年（光绪33年）回国，任浙江两级师范学堂监督、浙江省咨议局副议长。辛亥革命爆发后，任浙江都督府警察局局长、浙江省教育局局长。1912年（民國元年）加入同盟会。1922年（民國11年）任北京政府参议院秘书长。1926年（民國15年）北伐军攻克浙江时，任浙江省临时政府政务委员兼秘书长。1928年（民國17年）任上海法科大学教务长。
四一二政变后，沈钧儒被拘禁，后经营救获释。1933年，加入中国民权保障同盟。1935年12月，组织上海文化界救国会。次年，参与成立全国各界救国联合会，同年11月被国民政府逮捕，成为著名的“七君子”之一，獄中常與其他六君子看書寫作，曾書「還我山河」懸於壁上以示警惕。抗战爆发后出狱，筹建抗敌救亡总会，任主席，并创办《全民周刊》、《全民抗战》。1939年，组建统一建国同志会，后又与黄炎培等发起中国民主政团同盟。1944年，民主政团同盟改组为中国民主同盟，沈钧儒当选中央常务委员。抗战胜利后，担任中国人民救国会主席。1946年，代表民盟参加政治协商会议。次年，民盟被政府取缔，沈钧儒坚持斗争，在香港主持召开民盟一届三中全会，声明将与中国共产党合作。

### 共和国时期

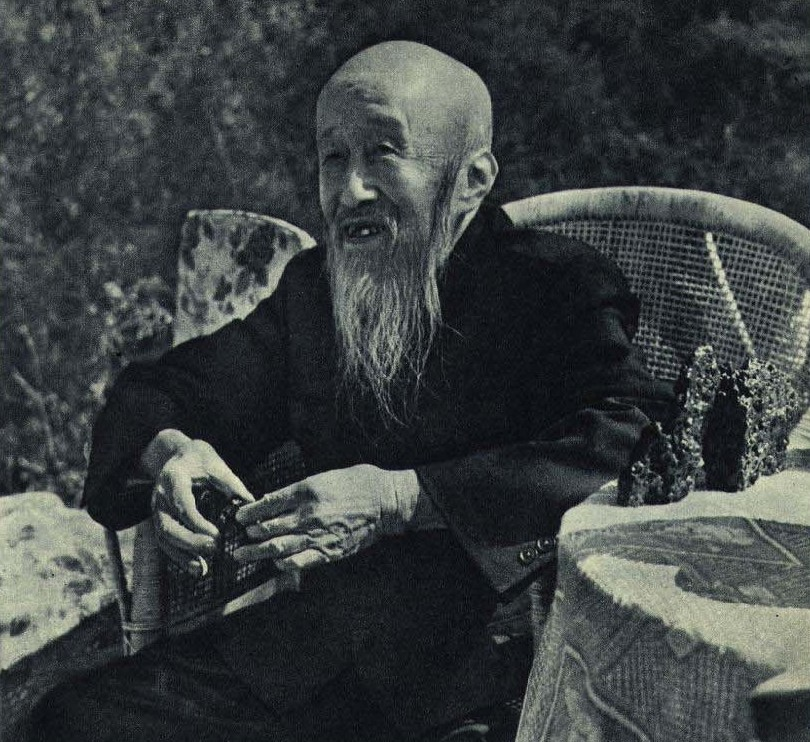
1962年 沈钧儒

1949年，沈钧儒出席中国人民政治协商会议第一届全体会议，当选中央人民政府委员。此后曾任全国人大常委会副委员长，第1、2、3届全国政协副主席，首任中央人民政府最高人民法院院长，同时担任中国民主同盟第一届中央副主席，第二、三届中央主席。1963年6月11日凌晨，在北京逝世，享年89岁。
1946年4月23日，沈钧儒在《我的生平》中回顾自己的生平行事，第一句话是“我的生平可从16岁说起，…”，1890年，16岁的沈钧儒考中秀才，便受聘于吴县名士张廷骧家做私塾教师。可见沈钧儒“从16岁说起”的生平就开始于教育事业；沈钧儒一生致力教育，以多种身份、多种方式，推动教育事业的发展，取得了显著成效。他的教育实践的进步特点为：坚持教育救国；坚持民主办学；坚持以学生为受益主体；坚持公益办学，坚持专家办学。他的进步教育思想主要有：爱国救亡的教育思想；民主宪政教育的思想；人人平等的教育思想；德智体全面发展的教育思想；实践出真知的教育思想。他是中国近代爱国民主教育家。

## 纪念
- 嘉兴有沈钧儒故居，现为全国重点文物保护单位，并建有沈钧儒纪念馆。
- 1993年中国邮政发行邮票《爱国民主人士》系列之一，编号：1993-8，（4-3）J